# Сила (товариство)
«Сила» — товариство українських робітників у Львові (1907—1939).

Герб товариства "Сила"

Постало 1907 з ініціативи Василя Нагірного (він і перший голова, пізніше — отець Є.Гузар, з 1918 — отець Антін Каштанюк).
Об'єднувало головним чином домашню прислугу та некваліфікованих робітників.
1914 нараховувало близько 1000 членів, мало касу хворих для домашньої прислуги, оркестру тощо.
По воєнному занепаді відновлене 1918 року.
1939 — ліквідоване радянською владою.